# Klings
Klings är en ortsteil i staden Kaltennordheim i Landkreis Schmalkalden-Meiningen i förbundslandet Thüringen i Tyskland. Klings var en kommun fram till 31 december 2013 när den uppgick i Kaltennordheim. Kommunen Klings hade 464 invånare 2013.